# Tahure

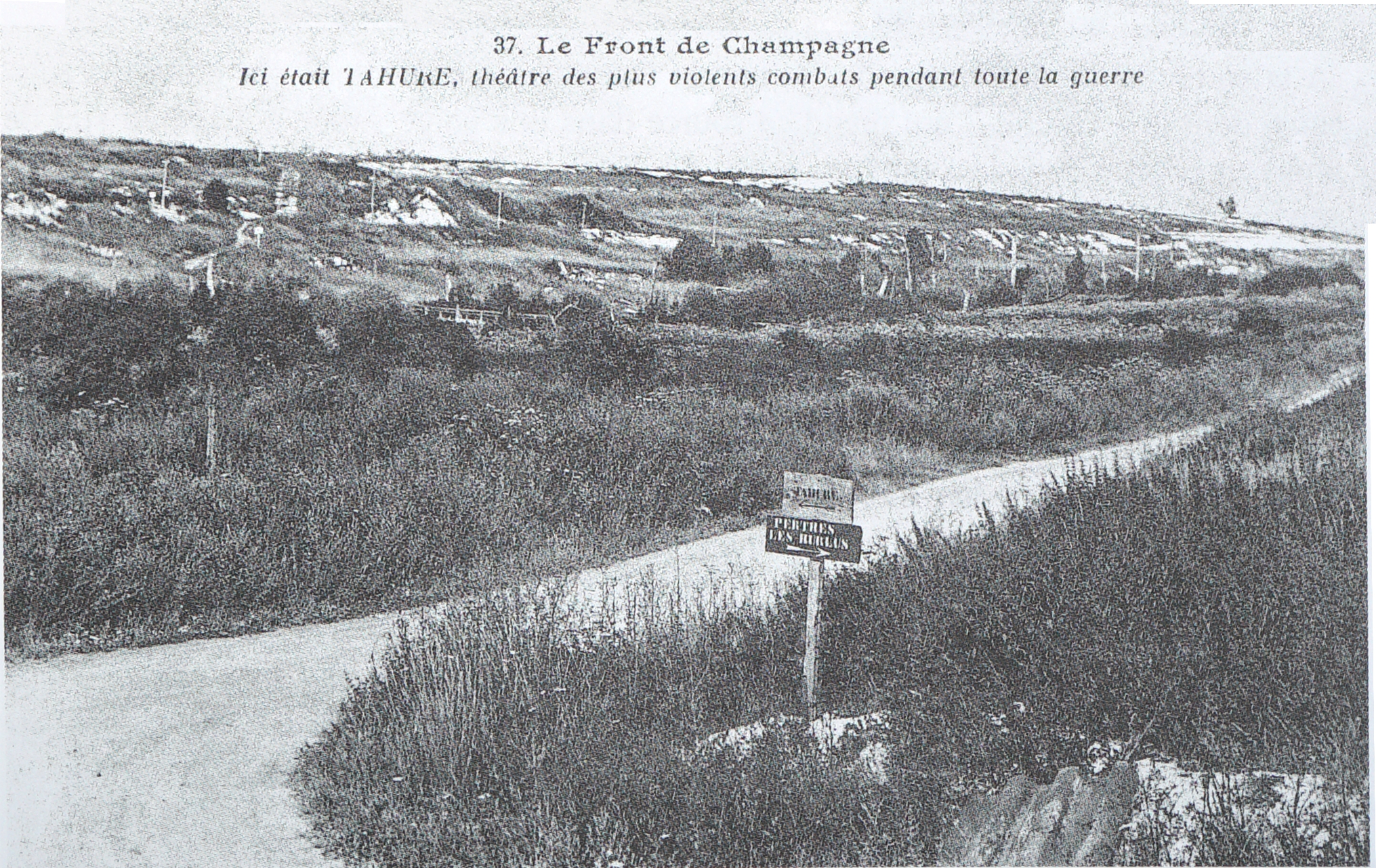
1918

Tahure was een dorp gelegen in het noordwesten van het departement van de Marne (in de regio Grand Est) in Frankrijk.
Het werd tijdens de Eerste Wereldoorlog volledig vernield en na 1918 niet meer heropgebouwd. Thans is het een onderdeel van het militaire Camp de Suippes. Enkel de ruïnes van het kerkkoor en stenen beelden zijn heden nog zichtbaar. Tahure ligt tussen Reims en Verdun, een streek die het gedurende de Groote Oorlog zwaar te verduren kreeg. In 1911 telde het dorp 185 inwoners en was 2.312 hectare groot.
De gronden zelf werden toegevoegd aan de gemeente Sommepy en kreeg de naam Sommepy-Tahure. In Sommepy-Tahure, Reims, Le Havre en Marseille is er telkens een straat die naar Tahure werd genoemd.